# Trampled Under Foot
Trampled Under Foot (укр. Розтоптаний ногами) — сингл британського рок-гурту Led Zeppelin з альбому Physical Graffiti.

## Запис

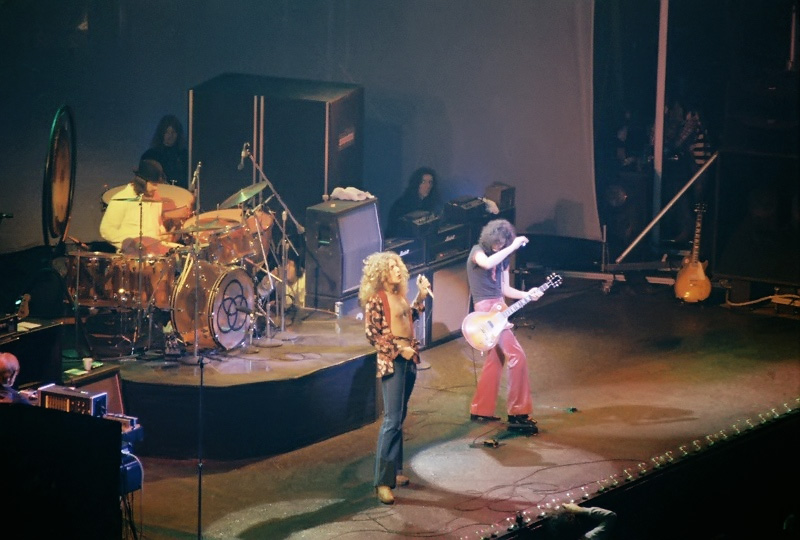
Led Zeppelin виконують «Trampled Under Foot» у Чикаго, січень 1975.

На текст пісні гурт надихнула блюзова композиція Роберта Джонсона «Terraplane Blues» (1936). Led Zeppelin частково запозичили у Джонсона ідею пісні («Terraplane» — марка машин; Джонсон використовував автомобільні терміни для опису занять коханням).
Гурт довго репетирував пісню, поки не домігся бажаного темпу та звучання. Джон Пол Джонс взяв ідею для ритму композиції з пісні Стиві Вандера «Superstition». Джиммі Пейдж вставив в мелодію «Trampled Under Foot» відлуння й ефект «вау-вау».
Пісня стала невід'ємною частиною концертів гурту: вона виконувалася на кожному з 1975 до 1980 року. На BBC зробили її кліп для показу в програмі The Old Grey Whistle Test.
1975 року «Trampled Under Foot» була кілька разів випущена як сингл, і в наші дні ці її видання мають високу цінність для колекціонерів. Після цієї пісні Led Zeppelin не випускали синглів в Великої Британії до 1997 року, коли через 28 років після написання була випущена «Whole Lotta Love».

## Схвалення
| Видання        | Країна          | Список              | Рік  | Місце |
| -------------- | --------------- | ------------------- | ---- | ----- |
| Melody Maker   | Велика Британія | Найкращі пісні року | 1975 | 2     |
| Radio Caroline | Велика Британія | Найкращі 500 пісень | 1999 | 398   |

## Позиції в чартах
| Чарт (1975)                                | Найвища позиція |
| ------------------------------------------ | --------------- |
| US Billboard Hot 100 Singles Chart         | 38              |
| US Cash Box Top 100 Singles Chart          | 28              |
| US Record World 100 Top Pop Chart          | 39              |
| Canadian RPM Top 100 Chart                 | 41              |
| Australian Kent Music Report Singles Chart | 80              |

## Учасники запису
- Роберт Плант — вокал
- Джиммі Пейдж — гітара
- Джон Пол Джонс — бас-гітара
- Джон Бонем — ударні